# Survivalism
Survivalism è un singolo del gruppo musicale statunitense Nine Inch Nails, pubblicato nel 2007 ed estratto dall'album Year Zero.

## Video
Il videoclip della canzone è stato diretto da Alex Lieu, Rob Sheridan e Trent Reznor ed è stato girato nell'area di Los Angeles.

## Tracce
- Promo CD

1. Survivalism (LP version) – 4:22
2. Survivalism (edit) – 4:22

- Download digitale

1. Survivalism – 4:22

## Remix
- Il musicista e produttore canadese deadmau5 ha realizzato un remix del brano incluso nel suo album while(1<2) (2014).